# 2002 chez Disney
Cet article présente la liste des évènements de la Walt Disney Company ayant eu lieu en 2002.

## Événements

### Janvier
- 11 janvier 2002, Fermeture de l'attraction Superstar Limo à Disney's California Adventure
- 11 janvier 2002, Disney et Kellogg's s'associent pour lancer trois nouvelles marques de céréales Mickey’s Magix, Buzz Blasts et Hunny Bs[1]
- 25 janvier 2002, Sortie du film La Vengeance de Monte-Cristo de Touchstone Pictures aux États-Unis

### Février
- 10 février 2002, Sortie en DVD du film Peter Pan 2 : Retour au Pays imaginaire
- 14 février 2002, Dick Cook est nommé PDG de Walt Disney Studios Entertainment[1]
- 23 février 2002, Fermeture de l'attraction Legend of the Lion King au Magic Kingdom

### Mars
- 16 mars 2002, Ouverture en France du parc Walt Disney Studios au Disneyland Paris
- 19 mars 2002, Sortie en DVD du film Le Bossu de Notre-Dame 2 : Le Secret de Quasimodo
- 31 mars 2002, Pré-Ouverture de l'attraction Primeval Whirl au Disney's Animal Kingdom

### Avril
- 1er avril 2002, Disney vend l'ensemble des Disney Store japonaises à OLC, opérateur du Tokyo Disney Resort[1]

### Mai
- 11 mai 2002, Décès de William Peed (scénariste) à Studio City (Californie)[2]
- 30 mai 2002, Sortie du jeu Disney Golf de Disney Interactive au Japon

### Juin
- 2 juin 2002, Ouverture de l'attraction Journey Into Imagination With Figment à Epcot
- 12 juin 2002, Disney signe un partenariat pour 1 milliard de $ avec OMD, une filiale d'Omnicom, pour la diffusion de publicités
- 16 juin 2002, Première mondiale du film Lilo et Stitch aux États-Unis
- 21 juin 2002, Sortie nationale du film Lilo et Stitch aux États-Unis
- 22 juin 2002, Sortie nationale du film Lilo et Stitch en France
- 30 juin 2002, Fermeture de l'attraction Meet the World à Tokyo Disneyland

### Juillet
- 23 juillet 2002, Sortie en DVD du film La Légende de Tarzan et Jane
- 26 juillet 2002, Décès de Buddy Baker, compositeur[3],[4]

### Août
- 2 août 2002, Sortie du film Signes de Touchstone Pictures
- 6 août 2002, Walt Disney Records lance les premiers DVDs dans la série Disney Read-Along, poursuivant sa tradition de suivre l'évolution des supports audio[5]

### Septembre
- 3 septembre 2002, Sortie en DVD du film Mickey, le club des méchants
- 25 septembre 2002, ESPN annonce le lancement au printemps 2003 de ESPN HD[6]
- 29 septembre 2002, Jay Rasulo est nommé président de Walt Disney Parks and Resorts[6]

### Octobre
- 5 octobre 2002, Sortie du film Tuck Everlasting aux États-Unis[7]
- 7 octobre 2002, Ouverture de A Bug's Land à Disney's California Adventure
- 18 octobre 2002, Sortie du jeu Disney Golf de Disney Interactive aux États-Unis

### Novembre
- 5 novembre 2002, Première mondiale du film La Planète au trésor : Un nouvel univers en France
- 12 novembre 2002, Sortie en DVD du film Winnie l'ourson : Bonne Année
- 17 novembre 2002, Première du film La Planète au trésor : Un nouvel univers aux États-Unis
- 27 novembre 2002, Sortie nationale du film La Planète au trésor : Un nouvel univers aux États-Unis et en France

### Décembre
- 9 décembre 2002, Première mondiale du film Gangs of New York de Miramax Films aux États-Unis
- 13 décembre 2002, Disney vend les actifs de SuperComm Europe à SCE Acquisition mais renomme la filiale Buena Vista Media Tracking Europe[8]
- 19 décembre 2002, Sortie du jeu Disney Golf de Disney Interactive en France
- 20 décembre 2002, Sortie nationale du film Gangs of New York de Miramax Films aux États-Unis